# Libnotes persetosa
Libnotes persetosa är en tvåvingeart. Libnotes persetosa ingår i släktet Libnotes och familjen småharkrankar.

## Underarter
Arten delas in i följande underarter:
- L. p. decemsetosa
- L. p. persetosa